# Premier ministre d'Azerbaïdjan
Le Premier ministre d'Azerbaïdjan est le chef du gouvernement azerbaïdjanais.

## Histoire
Le poste de Premier ministre a été établi pour la première fois en 1918 avec la fondation de la république démocratique d'Azerbaïdjan. Il a été supprimé quand l'Azerbaïdjan a été annexée par l'Union des républiques socialistes soviétiques. Quand l'Azerbaïdjan a regagné son indépendance, le poste de Premier ministre a été réintroduit.

## Nomination
Le président de la République doit recommander un Premier ministre à l'Assemblée nationale le mois suivant son élection. Après le consentement de cette dernière, dans la semaine suivant la proposition du président, il est nommé par le président de la République.

## Fonctions

### Compétences gouvernementales
Il doit, d'après la Constitution azerbaïdjanaise, « veiller sur les activités quotidiennes du gouvernement [et] coordonner les travaux des ministres ». L'Azerbaïdjan étant régis par un régime présidentiel, le poste de président de la République est beaucoup plus puissant que le poste de Premier ministre. 

### Succession du président
Si le président de la République est empêché et que le premier vice-président ne peut exercer les compétences de président de la République à sa place, l'intérim est confié au Premier ministre. Avant la création de la fonction de vice-président en septembre 2016, le Premier ministre était le successeur direct du président en cas d'empêchement.

## Immunité
Le Premier ministre bénéficie de l'immunité, sauf s'il est pris sur le fait dans l'accomplissement d'un crime.

## Destitution
Il peut être destitué par une motion de censure de l'Assemblée nationale.

## Premiers ministres successifs
Depuis l'indépendance du pays en 1991, il y a eu 14 Premiers ministres successifs.

## Sources

## Compléments